# Technik požární ochrany
Technik požární ochrany je jedním z kvalifikačních stupňů odborné způsobilosti v oblasti požární prevence (nižším je preventista požární ochrany, vyšším je odborně způsobilá osoba). Odborná způsobilost k výkonu této funkce se získává složením zkoušky před komisí ustanovenou Ministerstvem vnitra ČR (SOŠ PO a VOŠ PO Frýdek-Místek).
Technik požární ochrany je oprávněn zajišťovat plnění povinností stanovených právnickým a fyzickým podnikajícím osobám v § 5, 6, § 16 odst. 1 a § 16a. Jedná se zejména o školení PO vedoucích zaměstnanců a odborné přípravy preventistů PO a členů požárních preventivních hlídek právnických a fyzických podnikajících osob, jež provozují činnosti se zvýšeným požárním nebezpečím, o školení PO vedoucích a ostatních zaměstnanců právnických a fyzických podnikajících osob, jež provozují činnosti s vysokým požárním nebezpečím a o zajištění dalších povinností stanovených zákonem právnickým a fyzickým podnikajícím osobám - zpracování dokumentace PO, provádění kontrol dodržování předpisů o požární ochraně atd.
Technik požární ochrany je oprávněn nosit uniformu (§ 43 vyhlášky č. 247/2001 Sb.). Na náramenících má čtyři stříbrné hvězdičky (příloha č. 12 vyhlášky č. 247/2001 Sb.).